# Френчбург (Кентуккі)
Френчбург (англ. Frenchburg) — місто (англ. city) в США, в окрузі Меніфі штату Кентуккі. Населення — 601 особа (2020).

## Географія
Френчбург розташований за координатами 37°57′12″ пн. ш. 83°37′22″ зх. д. / 37.95333° пн. ш. 83.62278° зх. д. (37.953412, -83.622852).  За даними Бюро перепису населення США в 2010 році місто мало площу 2,18 км², з яких 2,17 км² — суходіл та 0,00 км² — водойми.

## Демографія
Згідно з переписом 2010 року, у місті мешкало 486 осіб у 239 домогосподарствах у складі 128 родин. Густота населення становила 223 особи/км².  Було 281 помешкання (129/км²).
Расовий склад населення:
| - 99,0 % — білих |

До двох чи більше рас належало 0,8 %. Частка іспаномовних становила 1,2 % від усіх жителів.
За віковим діапазоном населення розподілялося таким чином: 18,3 % — особи молодші 18 років, 63,0 % — особи у віці 18—64 років, 18,7 % — особи у віці 65 років та старші. Медіана віку мешканця становила 39,4 року. На 100 осіб жіночої статі у місті припадало 84,1 чоловіків;  на 100 жінок у віці від 18 років та старших — 82,1 чоловіків також старших 18 років.
Медіана доходів становила 41 875 доларів для чоловіків та 24 167 доларів для жінок. За межею бідності перебувало 52,0 % осіб, у тому числі 70,6 % дітей у віці до 18 років та 19,4 % осіб у віці 65 років та старших.
Цивільне працевлаштоване населення становило 132 особи. Основні галузі зайнятості: освіта, охорона здоров'я та соціальна допомога — 23,5 %, виробництво — 13,6 %, науковці, спеціалісти, менеджери — 11,4 %.